# Järnvägssignal
En järnvägssignal är ett begrepp som beskriver många olika sätt att meddela sig inom järnvägstrafiken, främst inom tågtrafikens säkerhetssystem. Det kan röra sig om start eller stopp av tågrörelse, anmälan om hinder på järnvägen, hastighetsnedsättning eller fri passage. Det finns olika kategorier av signaler. 
- Handsignaler
- Fasta signaler
- Ljudsignaler
- Hyttsignalering

## Historik
Signaler gavs i järnvägens barndom som signaltecken med armarna. Tågen var inte så många och gick inte så fort, så detta system fungerade. Snart ökade både mängden tåg och tågen körde fortare. Behov fanns då för att ge signaler som syntes på längre håll. Den fasta signalen introducerades för att öka visibiliteten. På natten fanns behov av ljussignaler. Tidigt utvecklades signalbilderna grönt för klart och rött för stopp. Komplexiteten i järnvägsdriften medförde också att antalet signalbilder med olika betydelser ökade. Tillsammans med signalerna utvecklades också tekniken för att öka säkerheten vid järnvägsdriften. 

## Teleteknik, kommunikation mellan tågklarerare
En form av kommunikation behövdes för att tågklarerarna i båda ändar av en sträcka inte ska skicka tåg mot varandra. En tidig form av säkerhet var utnyttjandet av stafettstavar som angav om linjen var fri för trafik. Endast ett tåg i taget kunde ha stafettstaven. Detta system har använts fram till våra dagar på exempelvis Irland. Några år efter de första brittiska järnvägarnas öppnande kunde telegraf användas, vilket löste det problemet bättre. På senare tid används datasystem eller telefonsamtal.

## Signalering med handsignaler

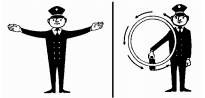
Handsignalering för växlingsrörelse - betydelse: framåt. Till vänster dagsignal, till höger nattsignal, vitt sken förs i cirkel.

Handsignaler används främst för att starta och stoppa tåg, men även vid växling av tåg på bangårdar. Hjälpmedel för signalgivningen kan förekomma såsom exempelvis en signalstav, folkligt kallad spade, som är en handsignal för att ge avgångssignal till tåg. En röd flagga används för att ge stoppsignal till tåg. Om flaggan hålls stilla, så kallat stillastående stopp skall tåget köra fram till signalgivaren. Om man viftar med flaggan så menas omedelbart stopp, det vill säga tåget skall stanna snarast möjligt (exempelvis vid fara).
I korthet innebär växling att man fördelar järnvägsvagnar mellan olika spår och för att klara detta behöver man ge signaler för exempelvis framåt, back och sakta. Det finns även signaler för att trycka ihop tåget för att enklare kunna koppla av/på vagnar. När ett tåg är klart för avgång måste bromsarna testas, vilket det också finns signaler för. 
På natten visas handsignaler med lykta, med grönt, vitt eller rött sken.

## Fasta signaler
De fasta signalerna utgörs idag av ljussignaler men förr fanns även semaforer. Det finns en mängd olika signaler för olika ändamål. Huvudtypen av signalgivning är dock för att ge klart, stopp eller reducerad hastighet. På en station finns infartssignaler och utfartssignaler. Dessa så kallade huvudsignaler används för att bevaka stationen och för att visa tåg om linjen mellan två stationer är fri.

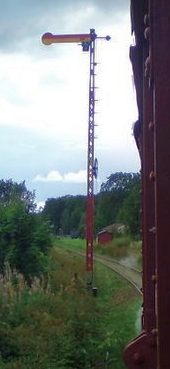
Infartssignal visande "stopp" till Sankt Olof station i form av en semafor.

## Försignal och huvudsignal
När tågens hastigheter ökade uppkom behovet att föraren skulle veta vilken signalbild som visades vid nästa signal så att man kunde stanna tåget i tid. Man uppfann då försignalen som visar vad nästa huvudsignal visar. Om denna visar exempelvis stopp så kan föraren redan börja reducera hastigheten vid försignalen och därmed hinna stanna vid huvudsignalen.
Försignalen repeterar huvudsignalens signalbild. Normalt förekommande signalbilder är kör, kör 40 (tåget skall passera en växel in på en sidotågväg) eller stopp. 

## Ljudsignaler
I samspelet mellan tåget och tågklareraren på stationen används ibland ljudsignaler. Om exempelvis en signal visar stopp, eller om tågklareraren visar stopp, svarar lokpersonalen med en ljudsignal. Några förekommande ljudsignaler är Tåg kommer, Uppfattat och Fara. Om ett tåg behöver köra handbromsat (vilket inte är normalt i dagens trafik) med bromsare fördelat på flera vagnar i ett tåg används ljudsignalerna Bromsa och Lossa bromsarna.

## Hyttsignalering
Sedan andra halvan av 1900-talet används hyttsignalering, alltså att signalinformation överförs med radioteknik till tåget och visas för föraren på en skärm eller liknande. Detta infördes i huvudsak av säkerhetsskäl. Man införde automatisk bromsning om föraren inte bromsar när det behövdes. Svåra olyckor inträffade då och då när förare missade att se signaler. Hyttsignalering är också nödvändigt för höga hastigheter, till exempel över 130 km/h, eftersom det är lättare att missa signaler i höga hastigheter. I det nya EU-gemensamma systemet ERTMS som börjat införas, finns bara hyttsignalering, inga signaler utplacerade, undantaget sträckor med parallellt äldre system (ERTMS nivå 1).

## Olikhet mellan länder
Järnvägssignalernas och skyltarnas praktiska utseende varierar mycket mellan olika länder. Färger kan variera och det mesta annat också. Till exempel betyder två gröna i Sverige långsamt, max 40, medan det betyder full fart i Norge och Danmark. Det finns likhet mellan vissa länder på grund av att man ofta lånade idéer när man byggde upp järnvägsnät. Förr fick förare normalt inte köra över gränsen undantaget speciella korta sträckor som kunde ha dubbla signaler. Sedan behövdes byte av förare på grund av språk och att signaler och andra regler var olika. Hyttsignaler har inneburit ökad säkerhet så att lokförare kan få köra i flera länder efter att ha gått särskilda kurser.
I Norge gäller att rött betyder stopp. Fast grön signal betyder kör försiktigt, två gröna kör med full fart. Blinkande gul är en försignal som betyder "förvänta stopp", medan blinkande grön betyder "förvänta kör" i nästa huvudsignal.
I Danmark är det ganska likt systemet i Norge.